# راکسال
راکسال (به انگلیسی: Raxaul) شهری است در هند است که در شهرستان چامپاران شرقی ایالت بیهار واقع شده‌است. راکسال ۵۵٬۵۳۷ نفر جمعیت دارد و ۶۸ متر بالاتر از سطح دریا واقع شده‌است.
راکسال از پایانه‌های مهم راه‌آهن در منطقه است. این شهر مرزی امروزه تبدیل به یکی از پرترددترین شهرها از نظر حمل و نقل تجاری شده‌است. تقریباً ۵۶ درصد از کل تولیدات بیرگونج از این مسیر به ایالت بیهار صادر می‌شود مردم این شهر با یکدیگر به زبان‌های بوجپوری و هندی ارتباط برقرار می‌کنند.